# 스코티시 프리미어리그 2011-12
스코틀랜드 프리미어리그 2011-12
- 우승팀은 셀틱 FC이다.
- 레인저스 FC는 파산으로 인해 승점 10점이 삭감되었다.
- 레인저스 FC는 이번 시즌 2위를 하였지만 파산으로 인해 리그 1,2위에게 주어지는 챔피언스리그 플레이오프전 티켓을 받을 수 없게 되었다. 따라서 3위인 마더웰 FC이 챔피언스리그 플레오프전에 나가게 되었다.
- 레인저스 FC는 파산으로 시즌 종료후 2012년 7월 5일 스코틀랜드 1부 리그에서 퇴출되었다.
- 던펌린 애슬레틱 FC은 강등이 되었다.

## 리그 순위
| 순위 | 팀                       | 경기 | 승 | 무 | 패 | 득 | 실 | 차  | 승점 | 참가 자격 및 강등                    |
| ---- | ------------------------ | ---- | -- | -- | -- | -- | -- | --- | ---- | ------------------------------------ |
| 1    | 셀틱 (C)                 | 38   | 30 | 3  | 5  | 84 | 21 | +63 | 93   | UEFA 챔피언스리그 2012-13 3차 예선전 |
| 2    | 레인저스 (–10) (R)       | 38   | 26 | 5  | 7  | 77 | 28 | +49 | 73   |                                      |
| 3    | 머더웰                   | 38   | 18 | 8  | 12 | 49 | 44 | +5  | 62   |                                      |
| 4    | 던디 유나이티드          | 38   | 16 | 11 | 11 | 62 | 50 | +12 | 59   |                                      |
| 5    | 하트 오브 미들로디언     | 38   | 15 | 7  | 16 | 45 | 43 | +2  | 52   |                                      |
| 6    | 세인트 존스톤            | 38   | 14 | 8  | 16 | 43 | 50 | -7  | 50   |                                      |
| 7    | 킬마녹                   | 38   | 11 | 14 | 13 | 44 | 61 | -17 | 47   |                                      |
| 8    | 세인트 미렌              | 38   | 9  | 16 | 13 | 39 | 51 | -12 | 43   |                                      |
| 9    | 애버딘                   | 38   | 9  | 14 | 15 | 36 | 44 | -8  | 41   |                                      |
| 10   | 인버네스 캘리도니언 시슬 | 38   | 10 | 9  | 19 | 42 | 60 | -18 | 39   |                                      |
| 11   | 하이버니언               | 38   | 8  | 9  | 21 | 40 | 67 | -27 | 33   |                                      |
| 12   | 던펌린 (R)               | 38   | 5  | 10 | 23 | 40 | 82 | -42 | 25   |                                      |

* 출처 : 
* 순위 결정방식 : 
1) 승점; 2) 골 득실차; 3) 득점 수.
* (C) = 우승; (R) = 강등; (P) = 승격; (O) = 플레이오프 승리; (A) = 다음 라운드 진출 
* 시즌이 끝나지 않은 경우만 사용되는 표시: 
(Q) = 대항전 진출 자격이 됨; (TQ) = 대항전 진출 자격이 됐으나 진출할 라운드가 정해지지 않음; (RQ) = 강등 결정전 진출 자격이 됨; (DQ) = 대항전 진출 자격을 잃음.